# 尚比伊
尚比伊（法語：Chambilly，法語發音：[ʃɑ̃biji]）是法国索恩-卢瓦尔省的一个市镇，属于沙罗勒区。

## 地理
尚比伊（46°16'47"N, 4°0'49"E）面积13.63 平方千米，位于法国勃艮第-弗朗什-孔泰大區索恩-卢瓦尔省，该省份为法国中部省份，北起顺时针与科多尔省、汝拉省、安省、罗讷省、卢瓦尔省、阿列省和涅夫勒省接壤。
与尚比伊接壤的市镇（或旧市镇、城区）包括：博日、塞龙、马尔西尼。

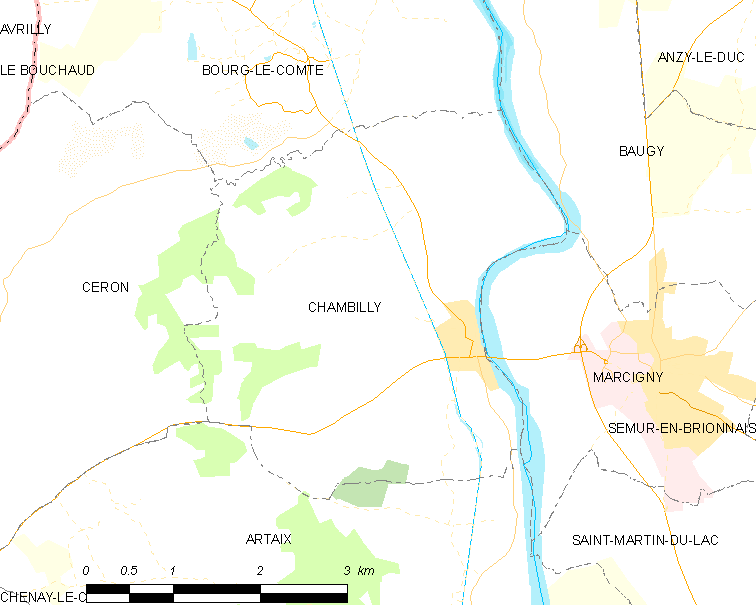
尚比伊的OSM定位图

尚比伊的时区为UTC+01:00、UTC+02:00（夏令时）。

## 行政
尚比伊的邮政编码为71110，INSEE市镇编码为71077。

## 政治
尚比伊所属的省级选区为帕赖勒莫尼亚勒县。

## 人口

1962-2008年间尚比伊人口变化图示

尚比伊于2022年1月1日时的人口数量为471人。